# Mohamed Ramadan
Mohamed Ramadan Mahmoud Hijazi (Qena, 23 maggio 1988) è un attore, cantautore e rapper egiziano.